# Morir de amor (tópico literario)
La convención literaria o tópico literario morir de amor se generalizó en la lírica provenzal como única forma de acabar con el sufrimiento del enamorado no correspondido. 
Históricamente, el tópico se encuentra ya presente en la obra del poeta latino Ovidio (40-17 d. C.), en concreto en la leyenda de Píramo y Tisbe, y a lo largo de los siglos siguió reapareciendo en multitud de composiciones literarias hasta que fue insertado en el sistema de convenciones literarias de la lírica provenzal medieval conocido como amor cortés; en él, los deseos de muerte suponían la aceptación de que la muerte podía liberar al amante de los sufrimientos causados por el amor no correspondido. En otros casos, la muerte de amor podía ser un hecho más literal: una simple mirada de la amada la podía provocar.
Este uso medieval del tópico va unido al sentimiento cristiano de asociar la muerte con el fin de las desdichas humanas, idea transmitida por los místicos medievales a los trovadores cortesanos de Provenza. Así, un poeta como Juan de Mena (1411-1456) entiende la muerte como un fin consolador, liberador. Por otro lado, muchos poemas de los cancioneros medievales abordan la variante de vivir muriendo por el amor, o de vivir penando.
Más adelante, también en algunos diálogos renacentistas, en la lírica de la época (por ejemplo, Cristóbal de Castillejo o Fernando de Herrera) e, incluso, en la narrativa (por ejemplo, en Tirant lo Blanc, en Cárcel de amor o en La Celestina), se puede ver cómo la muerte se acepta como un posible remedio de los fracasos amorosos.
Alguna variante puede encontrarse en un poeta como Garcilaso de la Vega, quien en su soneto XXV y, en general, en todos sus poemas vinculados con la muerte de Isabel Freyre/Elisa, expresa su deseo de morir después de la muerte de su amada para poder encontrarse con ella en el más allá.
También en el barroco se pueden encontrar ejemplos del tópico en cualquiera de los géneros literarios; un ejemplo en teatro aparece en El caballero de Olmedo de Lope de Vega cuando don Rodrigo invoca a la muerte como remedio a su suerte de amante desdeñado por doña Inés. 

## Fuente bibliográfica
- Pedro Santonja, "El tópico literario 'morir de amor' en la literatura española de los siglos XV y XVI. El ciervo 'de amor herido'", Letras de Deusto, 90 (vol. 31), enero-marzo de 2001, págs. 9-59.